# Washington megye (Észak-Karolina)
Washington megye az Amerikai Egyesült Államokban, azon belül Észak-Karolina államban található. Megyeszékhelye és legnagyobb városa Plymouth. Lakosainak száma 11 003 fő (2020. április 1.). Washington megye Chowan, Beaufort, Perquimans, Tyrrell, Hyde, Martin és Bertie megyékkel határos.

## Népesség
A megye népességének változása:
| Lakosok száma | 13 169 | 12 932 | 12 717 | 12 722 | 12 385 | 11 003 |
|               | 2010   | 2011   | 2012   | 2013   | 2015   | 2020   |